# Mohammad Reza Safdarian
Mohammad Reza Safdarian Korouyeh (persan : محمدرضا صفدریان) est un grimpeur et grimpeur de glace iranien. 

## Biographie
Safdarian a remporté la première médaille d'or de l'histoire de son pays en escalade sur glace, lors du circuit mondial d'escalade sur glace en Italie,, une médaille de bronze lors du circuit mondial d'escalade sur glace UIAA 2018, une médaille de bronze aux championnats du monde combinés d'escalade sur glace UIAA 2019, et une médaille de bronze au classement général de la Coupe du monde d'escalade sur glace UIAA 2018. La Fédération internationale d'escalade et d'alpinisme l'a surnommé « History Boy ». Depuis 2013, il a participé à 27 Coupes du monde, Championnats du monde et Championnats d'Asie.

## Records et performances

### Médailles
- Médaille d'or à la Coupe du monde d'escalade sur glace de l'UIAA (Italie, 2018) (première fois dans l'histoire de l'escalade sur glace en Iran)[8],[9],[10]
- Médaille de bronze au Championnat du monde combiné d'escalade sur glace de l'UIAA (Russie, 2019) (première fois dans l'histoire de l'escalade sur glace en Iran)
- Médaille de bronze au classement général mondial d'escalade sur glace de l'UIAA (2018) (première fois dans l'histoire de l'escalade sur glace en Iran)
- Médaille de bronze à la Coupe du monde d'escalade sur glace UIAA (Suisse, 2018)
- Médaille d'argent aux Championnats asiatiques d'escalade sur glace de l'UIAA (Corée du Sud, 2016)
- Médaille de bronze aux Championnats asiatiques d'escalade sur glace de l'UIAA (Corée du Sud, 2018)
- Médaille d'or par équipe aux Championnats asiatiques d'escalade sur glace de l'UIAA (Corée du Sud, 2018)
- Médaille d'argent par équipe aux Championnats du monde d'escalade sur glace UIAA (Russie, 2018)
- Médaille d'argent par équipe aux Championnats du monde d'escalade sur glace UIAA (Russie, 2019)
- Médaille de bronze par équipe aux Championnats du monde d'escalade sur glace UIAA (France, 2017)
- Médaille d'argent par équipe aux Championnats asiatiques d'escalade sur glace de l'UIAA (Corée du Sud, 2018)

### Classements
- 4e de la Coupe du monde d'escalade sur glace UIAA (Russie, 2018)[11]
- 6e de la Coupe du monde d'escalade sur glace UIAA, Lead (Corée du Sud, 2018)
- 5e de la Coupe du monde d'escalade sur glace UIAA, Lead (Chine, 2018)
- 6e de la Coupe du monde d'escalade sur glace UIAA, vitesse (Chine, 2018)
- 5e de la Coupe du Monde UIAA d'Escalade sur Glace, Vitesse (France, 2017)
- 8e aux Championnats du monde d'escalade sur glace UIAA (Italie, 2017)
- 7e de la Coupe du monde d'escalade sur glace UIAA, Vitesse (Italie, 2017)
- 7e de la Coupe du monde d'escalade sur glace UIAA, Difficulté du parcours (Corée du Sud, 2016)
- 8e de la Coupe du monde d'escalade sur glace UIAA (Italie, 2016)
- 8e de la Coupe du monde d'escalade sur glace UIAA, Difficulté du parcours (Suisse, 2016) [12]